# Vogelsang-Warsin
Vogelsang-Warsin è un comune del Meclemburgo-Pomerania Anteriore, in Germania.

Appartiene al circondario della Pomerania Anteriore-Greifswald ed è parte della comunità amministrativa (Amt) di Am Stettiner Haff.